# Donato Ndongo-Bidyogo
Donato Ndongo-Bidyogo (n. 1950 în Neifang, Guineea Ecuatorială) este un jurnalist și scriitor din Guineea Ecuatorială.